# Чемпіонат Футбольної ліги Англії
Чемпіонат Футбольної ліги Англії (англ. English Football League Championship або EFL Championship), також відомий просто як Чемпіоншип, або зі спонсорських причин як Чемпіонат Футбольної Ліги Sky Bet ― є вищим дивізіоном Футбольної ліги і другим дивізіоном взагалі в системі футбольних ліг Англії. Також відомий як Перший дивізіон — найвищий дивізіон англійської Футбольної ліги до утворення Прем'єр-ліги 1992 року.

## Історія
При реорганізації, пов'язаної з утворенням нової ліги, більшість клубів першого дивізіону перейшли до Прем'єр-ліги, а Перший дивізіон заповнився командами Другого дивізіону і став називатися Чемпіоншипом.
Згідно зі звітом Делойт, у сезоні 2004—2005 доходи клубів Чемпіоншипу склали £306 мільйонів, що робить його найбагатшим у світі серед дивізіонів нижче провідного, а також шостим за багатством дивізіоном у Європі взагалі, поступаючись лише Прем'єр-лізі, Серії А, Бундеслізі, Прімері та Лізі 1.
Перед сезоном 2016/17 років Футбольна ліга була перейменована в Футбольну лігу Англії, таким чином змінилась і назва турніру.

## Структура та регламент ліги
Футбольна ліга складається з 24-х клубів, які проводять сезон за коловою системою. Загалом кожна команда проводить по 46 матчів, половину вдома та половину на виїзді.
Перші два клуби безпосередньо кваліфікуються до Прем'єр-ліги, третю команду визначають у плей-оф.
Три найгірших клуба вибувають до Першої футбольної ліги.

## Чемпіони
| Сезон   | Чемпіон                 | Очки | Срібло                   | Очки | Переможець плей-оф   | Місце | Очки | Рахунок        | Фіналіст плей-оф     | Місце | Очки |
| ------- | ----------------------- | ---- | ------------------------ | ---- | -------------------- | ----- | ---- | -------------- | -------------------- | ----- | ---- |
| 2004-05 | Сандерленд              | 94   | Віган Атлетік            | 87   | Вест Гем Юнайтед     | 6-те  | 73   | 1–0            | Престон Норт-Енд     | 5-те  | 75   |
| 2005-06 | Редінг                  | 106  | Шеффілд Юнайтед          | 90   | Вотфорд              | 3-тє  | 81   | 3–0            | Лідс Юнайтед         | 5-те  | 78   |
| 2006-07 | Сандерленд              | 88   | Бірмінгем Сіті           | 86   | Дербі Каунті         | 3-тє  | 84   | 1–0            | Вест-Бромвіч Альбіон | 4-те  | 76   |
| 2007-08 | Вест-Бромвіч Альбіон    | 81   | Сток Сіті                | 79   | Галл Сіті            | 3-тє  | 75   | 1–0            | Бристоль Сіті        | 4-те  | 74   |
| 2008-09 | Вулвергемптон Вондерерз | 90   | Бірмінгем Сіті           | 83   | Бернлі               | 5-те  | 76   | 1–0            | Шеффілд Юнайтед      | 3-тє  | 80   |
| 2009-10 | Ньюкасл Юнайтед         | 102  | Вест-Бромвіч Альбіон     | 91   | Блекпул              | 6-те  | 70   | 3–2            | Кардіфф Сіті         | 4-те  | 76   |
| 2010-11 | Квінз Парк Рейнджерс    | 88   | Норвіч Сіті              | 84   | Суонсі Сіті          | 3-тє  | 80   | 4–2            | Редінг               | 5-те  | 77   |
| 2011-12 | Редінг                  | 89   | Саутгемптон              | 88   | Вест Гем Юнайтед     | 3-тє  | 86   | 2–1            | Блекпул              | 5-те  | 75   |
| 2012-13 | Кардіфф Сіті            | 87   | Галл Сіті                | 79   | Крістал Пелес        | 5-те  | 72   | 1–0 (д.ч.)     | Вотфорд              | 3-тє  | 77   |
| 2013-14 | Лестер Сіті             | 102  | Бернлі                   | 93   | Квінз Парк Рейнджерс | 4-те  | 80   | 1–0            | Дербі Каунті         | 3-тє  | 85   |
| 2014-15 | Борнмут                 | 90   | Вотфорд                  | 89   | Норвіч Сіті          | 3-тє  | 86   | 2–0            | Мідлсбро             | 4-те  | 85   |
| 2015-16 | Бернлі                  | 93   | Мідлсбро                 | 89   | Галл Сіті            | 4-те  | 83   | 1–0            | Шеффілд Венсдей      | 6-те  | 74   |
| 2016-17 | Ньюкасл Юнайтед         | 94   | Брайтон енд Гоув Альбіон | 93   | Гаддерсфілд Таун     | 5-те  | 81   | 0–0 (4–3 п.п.) | Редінг               | 3-тє  | 85   |
| 2017-18 | Вулвергемптон Вондерерз | 99   | Кардіфф Сіті             | 90   | Фулгем               | 3-тє  | 88   | 1–0            | Астон Вілла          | 4-те  | 83   |
| 2018-19 | Норвіч Сіті             | 94   | Шеффілд Юнайтед          | 89   | Астон Вілла          | 5-те  | 76   | 2–1            | Дербі Каунті         | 4-те  | 74   |
| 2019-20 | Лідс Юнайтед            | 93   | Вест-Бромвіч Альбіон     | 83   | Фулгем               | 4-те  | 81   | 2–1 (д.ч.)     | Брентфорд            | 3-тє  | 81   |
| 2020-21 | Норвіч Сіті             | 97   | Вотфорд                  | 91   | Брентфорд            | 3-тє  | 87   | 2–0            | Суонсі Сіті          | 4-те  | 80   |
| 2021-22 | Фулгем                  | 90   | Борнмут                  | 88   | Ноттінгем Форест     | 4-те  | 80   | 1–0            | Гаддерсфілд Таун     | 3-тє  | 82   |
| 2022-23 | Бернлі                  | 101  | Шеффілд Юнайтед          | 91   | Лутон                | 3-тє  | 80   | 1–1 (6–5 п.п.) | Ковентрі             | 5-те  | 70   |
| 2023-24 | Лестер Сіті             | 97   | Іпсвіч Таун              | 96   | Саутгемптон          | 4-те  | 87   | 1–0            | Лідс Юнайтед         | 3-тє  | 90   |
| 2024-25 | Лідс Юнайтед            | 100  | Бернлі                   | 100  | Сандерленд           | 4-те  | 76   | 2–1            | Шеффілд Юнайтед      | 3-тє  | 90   |